# RE Engine
RE Engine — ігровий рушій, розроблений японською компанією Capcom. Перша версія була випущена в 2017 році для усіх майбутніх ігор Capcom, з тих пір рушій активно допрацьовується і розвивається. Першою грою на рушії стала Resident Evil 7: Biohazard.

## Ігри
| Рік  | Назва                      | Жанр            | Платформа                        | Посилання |
| ---- | -------------------------- | --------------- | -------------------------------- | --------- |
| 2017 | Resident Evil 7: Biohazard | Survival horror | PlayStation 4, Xbox One, Windows |           |
| 2019 | Resident Evil 2            | Survival horror | PlayStation 4, Xbox One, Windows | [ 2 ]     |
| 2019 | Devil May Cry 5            | Hack and slash  | PlayStation 4, Xbox One, Windows | [ 3 ]     |
| 2020 | Resident Evil 3            | Survival horror | PlayStation 4, Xbox One, Windows |           |